# Абадзидика
Абадзи́дика (греч. Αμπατζήδικα) — небольшой район в центре Афин, один из древнейших районов города.
Территория его начиналась от Библиотеки Адриана (римская агора) в районе Аэридес и достигала границ современного района Монастираки. Ближайшая станция Афинского метрополитена — станция «Монастираки».
Своё название район получил по грубой ткани абад (греч. αμπάδες). Именно здесь действовали мастерские по изготовлению и магазины по продаже ткани. Позже рядом с суконщиками свои мастерские открыли портные, которые шили и вышивали традиционные греческие фустанеллы. Сейчас на улицах древней Абадзидики открыты магазины по продаже товаров бытового употребления или сувениров для туристов. Район почти полностью поглощён Монастираки.